# Großsteingrab Moidentin
Das Großsteingrab Moidentin ist eine megalithische Grabanlage der jungsteinzeitlichen Trichterbecherkultur bei Moidentin, einem Ortsteil von Dorf Mecklenburg im Landkreis Nordwestmecklenburg (Mecklenburg-Vorpommern). Es trägt die Sprockhoff-Nummer 321.

## Lage
Das Grab befindet sich etwa 400 m südöstlich des Ortsausgangs von Moidentin auf einer Anhöhe im Feld. Bis ins 19. Jahrhundert gab es in der näheren Umgebung noch zahlreiche Grabhügel.

## Beschreibung
Die Anlage befindet sich in sehr schlechtem Zustand, sodass sich ihr ursprüngliches Aussehen nicht mehr rekonstruieren lässt. An sicheren Resten sind nur noch fünf Steine erhalten. Dies sind zwei Wandsteine, von denen einer gesprengt wurde, ein Deckstein von 0,6 m Dicke, sowie zwei verschleppte Steine, deren ursprüngliche Position sich nicht mehr bestimmen lässt. Zudem ist das Grab stark mit Lesesteinen übersät.
Carl Friedrich von Both führte hier 1821 eine Grabung durch. Zu dieser Zeit waren noch mehr Steine erhalten. Viele waren aber schon verschoben oder verschleppt, andere fehlten bereits völlig. An Funden sind lediglich die Scherben eines Keramikgefäßes und ein Feuersteinmesser bekannt.